# Giovanni Benedetti (vescovo di Foligno)
Giovanni Benedetti (Spello, 12 marzo 1917 – Foligno, 3 agosto 2017) è stato un vescovo cattolico, teologo e giornalista italiano.

## Biografia
Nato a Spello il 12 marzo 1917, nel corso della sua vita sviluppa un'amicizia con il cardinale Henri-Marie de Lubac.
Il 26 maggio 1940 è ordinato sacerdote e dedica gran parte della sua vita alla teologia, in modo particolare con lo studio e la diffusione in Italia del pensiero dell'amico cardinale. Allo studio e all'insegnamento affianca sempre il servizio di direttore spirituale e ricopre anche il ruolo di assistente della Gioventù femminile di Azione Cattolica. Inoltre è giornalista per la Gazzetta di Foligno e per la Voce, giornali che poi dirigerà.
Il 12 dicembre 1974 è eletto vescovo ausiliare di Perugia, titolare di Limata. Riceve la consacrazione episcopale presso la cattedrale di San Feliciano in Foligno per l'imposizione delle mani del cardinale Sebastiano Baggio il 23 gennaio 1975, coconsacranti l'arcivescovo di Perugia Ferdinando Lambruschini e il vescovo di Foligno Siro Silvestri.
Il 25 marzo 1976 è nominato vescovo di Foligno, sua diocesi di origine.
Celebra il sinodo diocesano, avvalendosi del futuro cardinale Giuseppe Betori come segretario generale, al termine del quale pubblica le Costituzioni In ascolto dello Spirito e in dialogo con gli uomini. Combatte, inoltre, la battaglia al fianco dei lavoratori per scongiurare la chiusura di uno zuccherificio.
Il 10 ottobre 1992 viene accolta la sua rinuncia al governo pastorale della diocesi per raggiunti limiti di età e nel 1999 pubblica per Edizioni Dehoniane Bologna la corrispondenza intercorsa con il cardinale Henri-Marie de Lubac, Mezzo secolo di teologia al servizio della Chiesa. Continua a vivere a Foligno, presso la casa del clero, dedicandosi alla preghiera, allo studio e alla direzione spirituale.
Il 12 marzo 2017 festeggia i 100 anni di vita con un convengo dal titolo Da teologo a vescovo, da maestro a pastore presso Palazzo Trinci in Foligno. Presenzia come relatore l'arcivescovo di Siena-Colle di Val d'Elsa-Montalcino Antonio Buoncristiani, già suo vicario generale. Inoltre, presso la chiesa di Sant'Agostino, si tiene una celebrazione eucaristica presieduta dall'arcivescovo metropolita di Firenze, il cardinale Giuseppe Betori. Muore nella casa del clero di Foligno la mattina del 3 agosto 2017, dopo una breve malattia, e le esequie sono celebrate il 5 agosto successivo dal vescovo Gualtiero Sigismondi presso la chiesa di Sant'Agostino.
Dal 26 maggio 2016, giorno della morte del cardinale Loris Francesco Capovilla, al giorno della sua morte, è stato il più anziano vescovo italiano vivente.

## Genealogia episcopale
La genealogia episcopale è:
- Cardinale Scipione Rebiba
- Cardinale Giulio Antonio Santori
- Cardinale Girolamo Bernerio, O.P.
- Arcivescovo Galeazzo Sanvitale
- Cardinale Ludovico Ludovisi
- Cardinale Luigi Caetani
- Cardinale Ulderico Carpegna
- Cardinale Paluzzo Paluzzi Altieri degli Albertoni
- Papa Benedetto XIII
- Papa Benedetto XIV
- Cardinale Enrique Enríquez
- Arcivescovo Manuel Quintano Bonifaz
- Cardinale Buenaventura Córdoba Espinosa de la Cerda
- Cardinale Giuseppe Maria Doria Pamphilj
- Papa Pio VIII
- Papa Pio IX
- Cardinale Alessandro Franchi
- Cardinale Giovanni Simeoni
- Cardinale Antonio Agliardi
- Cardinale Basilio Pompilj
- Cardinale Adeodato Piazza, O.C.D.
- Cardinale Sebastiano Baggio
- Vescovo Giovanni Benedetti